# Peridiscus
Peridiscus é um género botânico pertencente à família Peridiscaceae.

## Espécie
- Peridiscus lucidus

1. ↑  «Peridiscus — World Flora Online». www.worldfloraonline.org. Consultado em 19 de agosto de 2020